# Le Grand Secret (chanson)
Pour les articles homonymes, voir Le Grand Secret.
Singles de Indochine
Mao Boy! Marilyn
Pistes de Paradize
Mao Boy! Dunkerque
Le Grand Secret est une chanson d'Indochine parue en 2002 sur l'album Paradize.
Cette chanson est chantée en duo avec la chanteuse canadienne Melissa Auf der Maur.

## Historique
Sur toutes les chansons enregistrées sur l'album, une, obligeait un duo. Il s'agit du Grand Secret. Nicola Sirkis auditionnera alors plusieurs chanteuses françaises. Mais aucune ne lui plaira. C'est alors que Rudy Léonet décide d'aller à un concert des The Smashing Pumpkins où Melissa faisait les chœurs. Après 2 chansons, le chanteur annule le concert car il était malade. Comme il l'a dit seulement en Anglais, Melissa s'avança pour prendre le micro et traduisit en français. Rudy appelle alors Nico et dit "je la tiens ta chanteuse". Melissa acceptera l'invitation et enregistrera la chanson avec Nicola à New-York. 

## Classements par pays
| Pays     | Meilleure position |
| -------- | ------------------ |
| France   | 9                  |
| Belgique | 35                 |
| Suisse   | 37                 |
| Suède    | -                  |

## Composition
La chanson Le Grand Secret est écrite en do mineur dorien. Elle suit la progression harmonique Im Vm VII IV.